# 판 (위성)
판(Pan)은 토성의 위성들 중 토성과 가장 가까운 위성이다. 판은 호두 모양으로 생겼으며 좌우 지름은 35 킬로미터, 상하 지름은 23 킬로미터이다. 판은 토성 엥케 간격에 있다. 판은 양치기 위성으로 엥케 틈 구조를 유지하는 역할을 맡고 있다.

## 예상
1985년 제프리 N. 쿠치와 제프리 D. 스카글은 엥케 틈 가장자리가 물결 모양을 하고 있음을 보고, 중력 효과 때문에 이런 현상이 발생했으며 따라서 위성이 존재할 것이라고 예측했다. 1986년 쇼월터 연구진은 중력 효과를 고려하여 가상 위성의 공전 궤도와 질량을 추측했다. 이들이 예상한 가상 위성의 공전궤도는 토성 중심으로부터 133,603±10 킬로미터였고, 질량은 토성의 5–10×10−12배였다. 또한 쇼월터는 엥케 틈 내에 오직 한 개의 위성만 있을 것이라고 했다. 실제 탐사 결과 판의 공전궤도는 예측값과 불과 19 킬로미터밖에 차이가 나지 않았으며, 질량 역시 예측값 내에 해당되는 토성질량 8.6×10−12배였다.

## 지형
판은 적도 부분에 산맥과 같이 돌출된 부분이 위성 전체를 빙 두르고 있는 모양으로, 카시니-하위헌스 연구진들은 이를 보고 '호두'같다고 불렀다." 판의 겉모습은 아틀라스와도 닮았다. 돌출된 부분이 생긴 이유는, 판이 앵케 틈에서 빨아들인 고리 물질들 때문이다.

## 판 소고리
엥케 틈에는 판과 공전 궤도를 공유하는 가는 고리가 있는데, 판과 이 가는 고리는 어울려서 전체적으로 말굽 궤도 모양을 형성하고 있다.

## 명칭
1991년 9월 16일에 판이라는 이름이 붙었다. 다른 명칭으로 토성 XVIII이 있다. 1990년 마크 R. 쇼월터가 예전 보이저 2호 사진자료를 분석하던 중 판을 발견했고, 발견 당시 S/1981 S 13이라는 임시 명칭을 붙였다. 1981을 쓴 이유는 보이저 호가 사진을 찍은 시기가 1981년이었기 때문이다.
같은 이름을 쓰는 천체로 소행성 4450 판이 있다.

## 사진

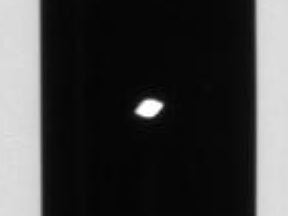
틈 가운데 있는 것이 판으로, 적도 부근이 호두처럼 불룩하게 솟아 있다.
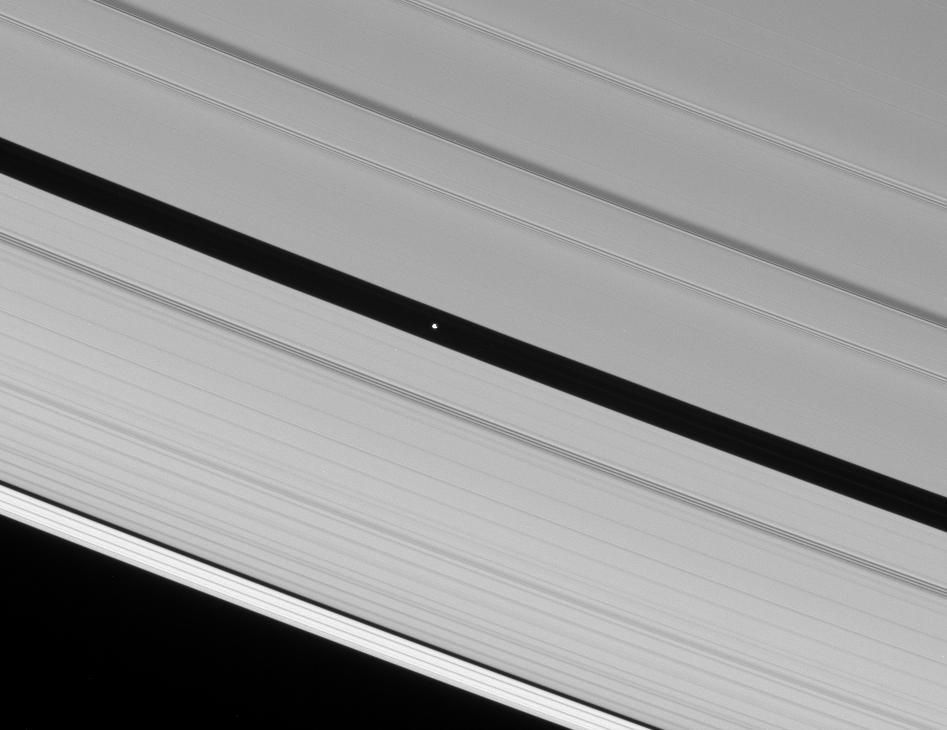
판은 엥케 틈 내에서 토성을 공전한다.
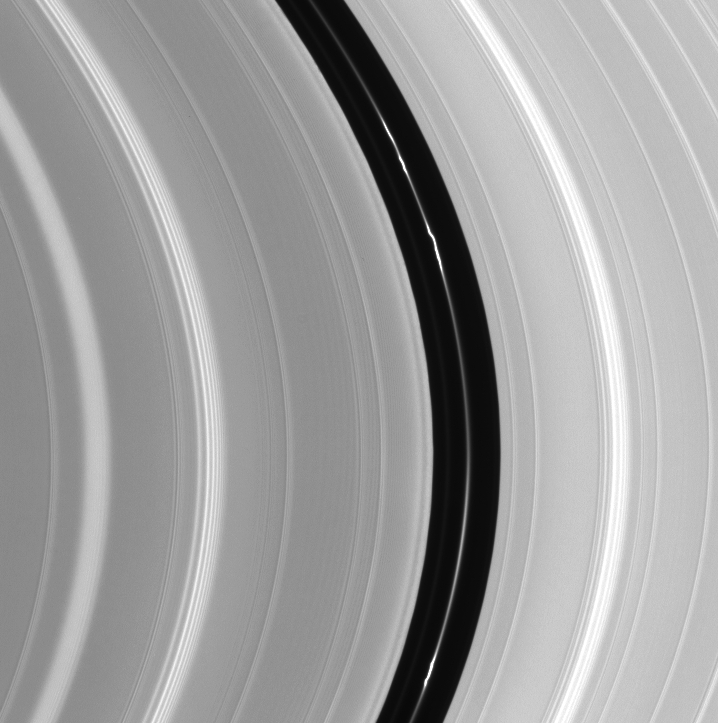
엥케 틈 확대사진. 작은 고리의 띠는 판과 같은 속도로 토성을 공전하고 있다.
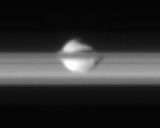
사진 속의 판은 마치 토성의 고리 속에 끼어 있는 것처럼 보인다. 실제로 판은 엥케 간격 사이의 빈 공간을 공전하고 있다.
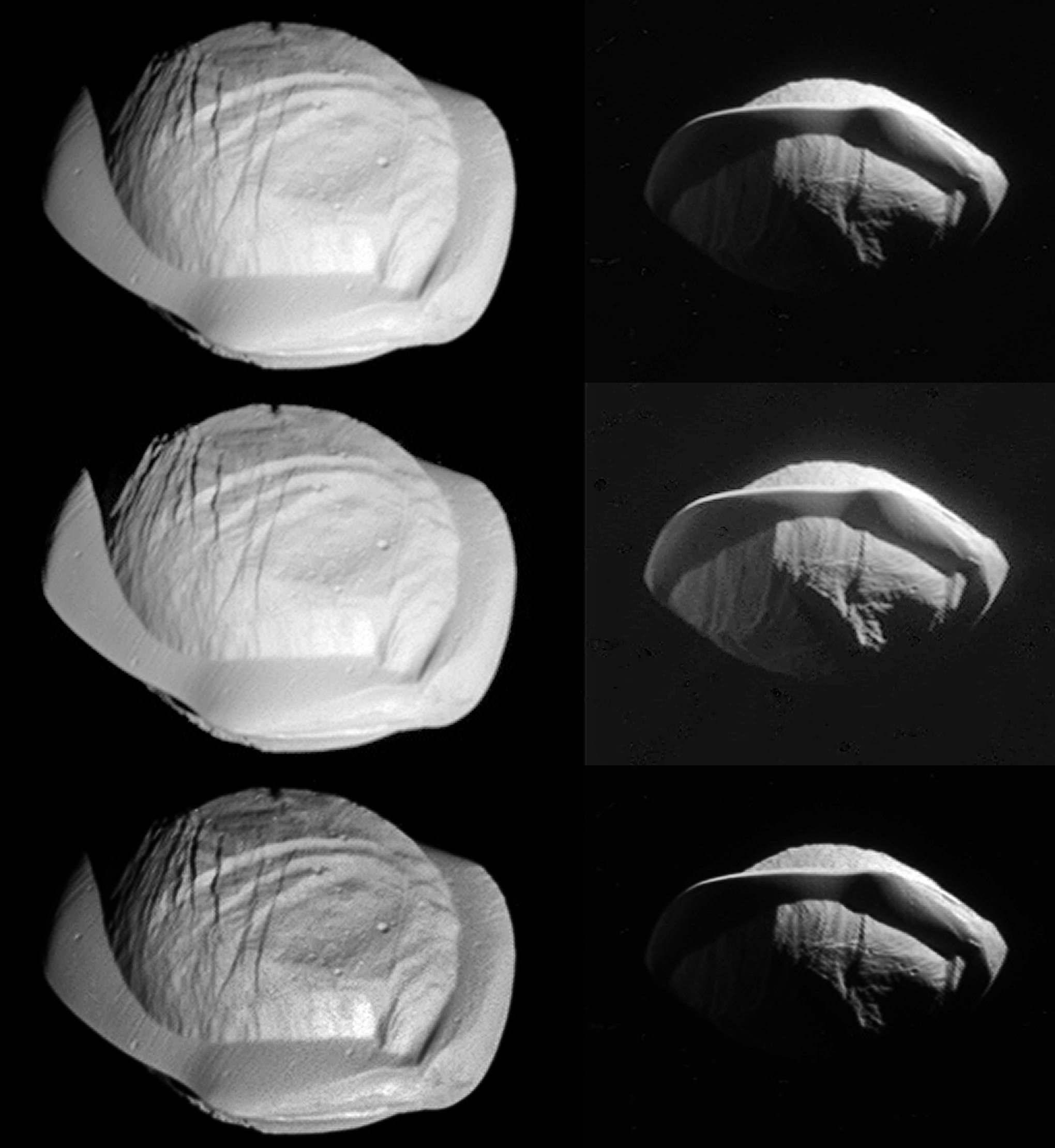
여러 가지 방법으로 4배 확대한 사진
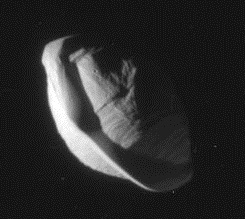
2017년 3월 7일 촬영, 적도 능선이 깨끗하게 보인다.

## 같이 보기
- 위성 목록